# Sphaerium rhomboideum
Espèce
Statut de conservation UICN

 LC : Préoccupation mineure
Synonymes
- Cyclas elegans C.B. Adams, 1840[2]
- Cyclas rhomboidea Say, 1822
- Sphaerium (Sphaerium) rhomboideum (Say, 1822)

Sphaerium rhomboideum est une espèce de mollusques bivalves d'eau douce de la famille des Pisidiidae (ou Sphaeriidae, selon les classifications). Elle est trouvée en Amérique du Nord (aux États-Unis, en incluant la Nouvelle-Angleterre).